# Mohammed Tchité
Mohammed Tchité (Bujumbura, 31 gennaio 1984) è un ex calciatore burundese, di ruolo attaccante.

## Palmarès

### Club

#### Competizioni nazionali
- Campionato belga: 1

Anderlecht: 2006-2007
- Coppa del Belgio: 1

Standard Liegi: 2010-2011
- Supercoppa del Belgio: 1

Anderlecht: 2006